# Saint-Remèze
 Saint-Remèze  es una población y comuna francesa, ubicada en la región de Ródano-Alpes, departamento de Ardèche, en el distrito de Privas y cantón de Bourg-Saint-Andéol.

## Demografía
| 429 | 449 | 436 | 474 | 454 | 555 |
| Para los censos de 1962 a 1999 la población legal corresponde a la población sin duplicidades (Fuente: INSEE [Consultar]) |     |     |     |     |     |